# Акропотамос
Акропотамос (грч. Ακροπόταμος) је насељено место у  општини Кушница у периферији Источна Македонија и Тракија, Грчка. Према попису из 2021. године било је 607 становника.
Према бугарском географу и историчару, Василу Канчову, у Акропотамосу је 1900. године живело 400 Грка и 150 Турака. Године 1924. турско становништво је принудно исељено у Турску а на њихово место су насељене грчке избегличке породице. На попису из 1940. године Акропотамос је имао 594 становника. Село се раније звало Боблен.